# B. D. Wong
Pour les articles homonymes, voir Wong.
Bradley Darryl Wong, plus connu sous le nom de B.D. Wong, est un acteur américain né le 24 octobre 1960 à San Francisco, Californie (États-Unis).

## Biographie
Originaire de San Francisco, B.D. Wong fait ses débuts à Broadway dans la pièce dramatique M.Butterfly pour laquelle il remporte un Tony Award, un Drama Desk Award et un Clarence Derwent Award. Le comédien entame parallèlement une carrière cinématographique avec des apparitions dans deux comédies criminelles avec Matthew Broderick : Family Business et Premiers pas dans la mafia. Continuant dans le registre de la comédie, B.D. Wong interprète un planificateur de mariage aux côtés de l’acteur comique Steve Martin dans Le Père de la mariée. 
En 1993, le comédien se glisse dans la peau du Dr Henry Wu, généticien à l’origine de la création des dinosaures sur l’île de Nublar dans Jurassic Park de Steven Spielberg. B.D. Wong se fait néanmoins plus discret sur grand écran par la suite, même s'il apparaît dans quelques longs-métrages tels que Le Père de la mariée 2 ou encore dans le film d’action Ultime décision porté par Kurt Russell. À partir de 1997, il pénètre l'univers carcéral ultra-violent d'Oz, série dans laquelle il incarne pendant six saisons un prêtre officiant au sein de la prison.
Vers la fin des années 1990, B.D. Wong joue le rôle d'un haut dignitaire tibétain dans Sept ans au Tibet et prête sa voix au commandant Shang dans le dessin animé Mulan. En 2001, le comédien obtient le rôle régulier du Dr George Huang dans la série New York Unité spéciale, rôle qu'il tiendra jusqu'en 2015. La même année, B.D. Wong reprend le personnage du docteur Henry Wu dans Jurassic World, nouvel épisode de la lucrative saga commencée vingt ans plus tôt par Steven Spielberg. Il reprendra ce même rôle dans la suite, Jurassic World: Fallen Kingdom (2018). En 2016, il joue le rôle du Dr Hugo Strange dans la deuxième saison de Gotham.
De 2015 à 2019, B.D. Wong interprète le rôle du personnage transgenre et à deux identités White Rose / Ministre Zhang dans la série Mr.Robot.

### Vie privée
Wong est ouvertement gay. Il se met en couple avec l'agent Richie Jackson en 1988. En 2000, le couple a des jumeaux — Boaz Dov, mort 90 minutes après sa naissance, et Jackson Foo Wong — grâce à une mère porteuse, en utilisant le sperme de Wong et un ovule donné par la sœur de Jackson. En 2003, Wong écrit un livre à propos de ses expériences avec la GPA, intitulé Following Foo: The Electronic Adventures of the Chestnut Man. Wong et Jackson mettent fin à leur relation en 2004. Wong continue à élever son fils avec son ancien compagnon, et le mari de ce dernier, Jordan Roth. Son fils Jackson Foo a fait son 
coming-out à l'âge de quinze ans.
Le 7 octobre 2018, Wong a épousé Richert John Frederickson Schnorr, son compagnon depuis huit ans, à Brooklyn.

## Filmographie

### Cinéma
- 1986 : Karaté Kid : Le Moment de vérité 2 (The Karate Kid, Part II) : un garçon dans la rue
- 1986 : Prise (Forever, Lulu) d'Amos Kollek (non crédité)
- 1989 : Family Business : Jimmy Chiu
- 1990 : Premiers Pas dans la mafia (The Freshman) : Edward
- 1991 : Un étrange rendez-vous (Mystery Date) : James Lew
- 1991 : Le Père de la mariée (Father of the Bride) : Howard Weinstein
- 1992 : The Lounge People : Billy
- 1993 : Jurassic Park : Dr Henry Wu
- 1994 : Les Soldats de l'espérance : Kico Govantes
- 1994 : Tel est pris qui croyait prendre (The Ref) : Dr Wong, Marriage Counselor
- 1994 : L'Homme de guerre (Men of War) : Po
- 1995 : Kalamazoo : Justin
- 1995 : Le Père de la mariée 2 (Father of the Bride Part II) : Howard Weinstein
- 1996 : Ultime Décision (Executive Decision) : Sergeant Louie
- 1996 : Bienvenue chez Joe (Joe's Apartment) de John Payson : Cockroach (voix)
- 1997 : Sept ans au Tibet (Seven Years in Tibet) : Ngawang Jigme
- 1998 : Sacré Slappy (Slappy and the Stinkers) : Morgan Brinway
- 1998 : Mulan : Shang (voix)
- 2002 : Salton Sea (The Salton Sea) de D. J. Caruso : Bubba
- 2004 : Mulan 2 (vidéo) : Shang (voix)
- 2005 : Stay : Dr Ren
- 2012 : White Frog
- 2015 : Diversion (Focus) de John Requa et Glenn Ficarra : Liyuan
- 2015 : Jurassic World de Colin Trevorrow : Dr Henry Wu
- 2017 : Un monde entre nous (The Space Between Us) de Peter Chelsom : Chen, le directeur de Genesis
- 2018 : Jurassic World: Fallen Kingdom de Juan Antonio Bayona : Dr Henry Wu
- 2018 : Bird Box de Susanne Bier : Greg
- 2022 : Jurassic World : Le Monde d'après (Jurassic World: Dominion) de Colin Trevorrow : Dr Henry Wu
- 2023 : Agent Stone de Tom Harper : le roi de trèfle
- 2023 : Le Roi singe : Bouddha (voix)

### Télévision
- 1983 : No Big Deal : Miss Karnisian's Class
- 1987 : Double Switch : Waiter
- 1988 : Auto-école en folie (Crash Course) : Kichi
- 1990 : Good Night, Sweet Wife: A Murder in Boston : Kim Tan
- 1993 : Les Soldats de l'espérance (And the Band Played On) : Kico Govantes
- 1994 : All-American Girl (en) : Stuart
- 1994 : Magical Make-Over : Johnny Angel
- 1995 : Happily Ever After: Fairy Tales for Every Child : The Wolf (voix)
- 1995 : Dazzle : Teng
- 1996 : X-Files : Aux frontières du réel (épisode La Règle du jeu) : Det. Glen Chao
- 1997 - 2003 : Oz : Père Ray Mukada
- 1998 : The Substitute 2 : La Vengeance (The Substitute 2: School's Out) : Warren Drummond
- 1998 : Reflections on Ice: Michelle Kwan Skates to the Music of Disney's 'Mulan' : Captain Li Shang (voix)
- 2001-2015 : New York, unité spéciale : Dr George Huang (saison 2 à 13)
- 2007 : Marco Polo (en) : Pedro
- 2012 : Awake : Dr Johnathan Lee
- 2015-2019 : Mr.Robot : Whiterose / Ministre Zhang
- 2016-2019 : Gotham : Hugo Strange
- 2018 : American Horror Story : Apocalypse : Baldwin Pennypacker
- 2019 : Flash : Godspeed (voix)
- 2022 : Gremlins: Secrets of the Mogwai : Hon Wing (voix)

## Voix francophones
En France, Daniel Lafourcade et Xavier Fagnon sont les voix régulières de B. D. Wong.